# Chrysosoma graphicum
Chrysosoma graphicum är en tvåvingeart som beskrevs av Octave Parent 1935. Chrysosoma graphicum ingår i släktet Chrysosoma och familjen styltflugor. Inga underarter finns listade i Catalogue of Life.